# 中愛別站
中愛別站（日语：／ Naka-aibetsu eki */?）是屬北海道旅客鐵道石北本線之車站，位於北海道上川郡愛別町字中央。車站編碼為A39。

## 車站構造
- 相對式月台，2面2線的地面車站，設有跨線人行天橋及簡易站房。
- 無人站、設有自動售票機。

## 車站周邊
車站設在眾多農村之中。
- 國道39號
- 中愛別郵局
- 石狩川
- 道北巴士「中愛別站」巴士站
- 法宣寺

## 歷史
- 1923年（大正12年）11月15日 - 日本國有鐵道之車站啟用。
- 1975年（昭和50年）12月25日 - 停辦貨運服務。
- 1983年（昭和58年）1月10日 - 停辦行李托運服務。
- 1987年（昭和62年）4月1日 - 日本國鐵分割民營化，車站劃歸由JR北海道繼承。
- 1988年（昭和63年）4月1日 - 成為無人站。

## 相鄰車站
北海道旅客鐵道（JR北海道）
■石北本線
特別快速「北見」
通過
普通
愛別（A38）－中愛別（A39）－安足間（A41）

## 外部連結
- （日語）JR北海道 – 中愛別車站（页面存档备份，存于）
- （日語）全驛參觀之旅（页面存档备份，存于）